# Dhan Dhana Dhan Goal
Dhan Dhana Dhan Goal ist ein indischer Film aus dem Jahr 2007. Er wurde von Ronnie Screwvala unter der Regie von Vivek Agnihotri produziert. Der Film wurde im Rahmen der Filmfestspiele in Cannes uraufgeführt und kam am 23. November 2007 in Indien, Pakistan, Großbritannien und den USA in die Kinos. Im deutschsprachigen Raum erschien der Film in der Originalsprache mit deutschen Untertiteln auf DVD unter dem Namen Dhan Dhana Dhan Goal – Kämpfe für Deinen Traum.

## Handlung
Sunny Bhasin ist der Sohn des ehemaligen indischstämmigen Fußballspielers Jaidev Bhasin, der in den achtziger Jahren für den All-Asian Southhall Football Club gespielt hat. Das Team wurde auf dem Höhepunkt seines Erfolges wegen fremdenfeindlicher Angriffe durch gegnerische Teams aufgelöst. Sunny hat sich mittlerweile einem rein britischen Club, dem Aston Football Club angeschlossen, wo er jedoch wegen seiner indischen Abstammung gemobbt wird. Verbittert verlässt er das Team und tritt mit Shaan Ali Khan dem Southhall Football Club bei, wo er unter dem alten Trainer seines Vaters, Tony Singh, mit dem Verein große Erfolge feiert.